# Konstantín Savitski
Konstantín Apolónovich Savitski (en ruso: Константин Аполлонович Савицкий; 6 de junio de 1844 - 13 de febrero de 1905) fue un pintor realista ruso nacido en la ciudad de Taganrog en la aldea Frankovka o Barónovka, nombrada así en honor al gobernador Otto Pfeilizer-Frank. Hoy en día esta área está ocupada por la empresa Taganrog Iron and Steel Factory (TAGMET). 
La familia de Savitski vivía en el edificio del Gimnasio para hombres, donde su padre trabajaba como médico. En Frankovka la familia alquilaba una casa de verano. Savitski pasó su niñez y juventud en Taganrog, donde mostró un interés por la pintura desde una edad muy temprana. Al mudarse a la costa del Mar de Azov con sus padres, solía hacer bocetos y tomar clases de dibujo, que era su materia preferida en el gimnasio.
Mientras Konstantín estudiaba el quinto grado en el Gimnasio de Taganrog, su vida de adolescente cambió inesperadamente, pues sus padres murieron y su tío, que vivía en lo que actualmente es Letonia, se hizo cargo de él. Entonces Savitski entró a estudiar a una escuela privada en 1862, y tras graduarse se marchó a San Petersburgo, donde ingresó a la Academia Imperial de las Artes. En este lugar entró en contacto con personajes representativos de la Cultura de Rusia como Iliá Repin, Iván Shishkin, Víktor Vasnetsov, Mark Antokolski y Vasili Stásov, quienes ejercieron una fuerte influencia en el desarrollo temprano del artista.
Savitski se convirtió prontamente en uno de los mejores estudiantes. Sus trabajos en la escuela fueron premiados con medallas de plata en uno de los concursos escolares, y recibió una medalla de oro por su trabajo "Caín y Abel" en 1871.
Después de su graduación de la Academia Imperial, pasó dos años en el extranjero. A su regreso a Rusia se convirtió en compañero de dos exposiciones de arte (Peredvízhniki, un grupo de artistas rusos que protestaban contra las restricciones académicas realizadas en torno a las cooperativas de artistas, asunto que envolvió a la Sociedad para la Exhibición de Arte, en 1870). La obra de arte, "Reparando el tren" fue una de las primeras pinturas dedicadas a la vida de la clase trabajadora.
Konstantín Savitski es el autor de la famosa pintura Amanecer en el Bosque. En la original de la Peredvízhniki, la obra fue presentada como trabajo de dos autores, Iván Shishkin y Konstantín Savitski. Se asume que Savitski pintó los osos y que Shishkin el bosque, pero más tarde los escolares encontraron que el boceto de la pintura fue hecha por Savistski y Shishkin. Entonces Savitski olvidó firmar la pintura y actualmente se considera sólo como una obra de Iván Shishkin.
Tras su graduación, fue durante más de veinte años profesor en escuelas de arte de Moscú, San Petersburgo y Penza y en 1897 se convirtió en miembro de la Academia Imperial de las Artes.

## Galería de pinturas

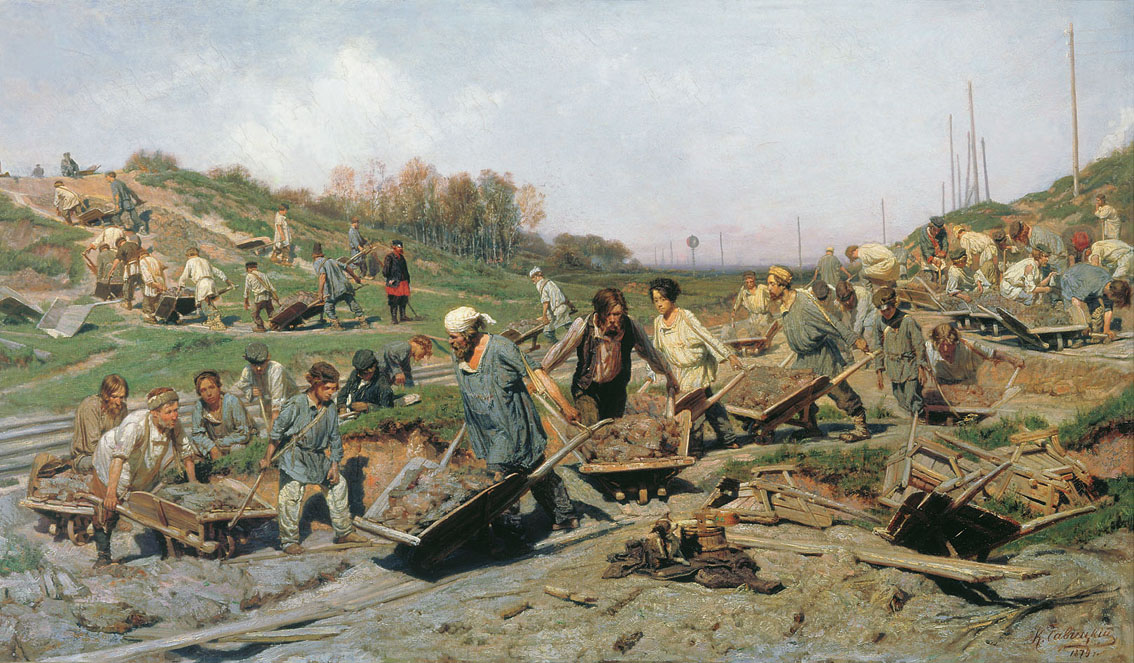
Reparando el ferrocarril por Konstantín Savitski (1874).
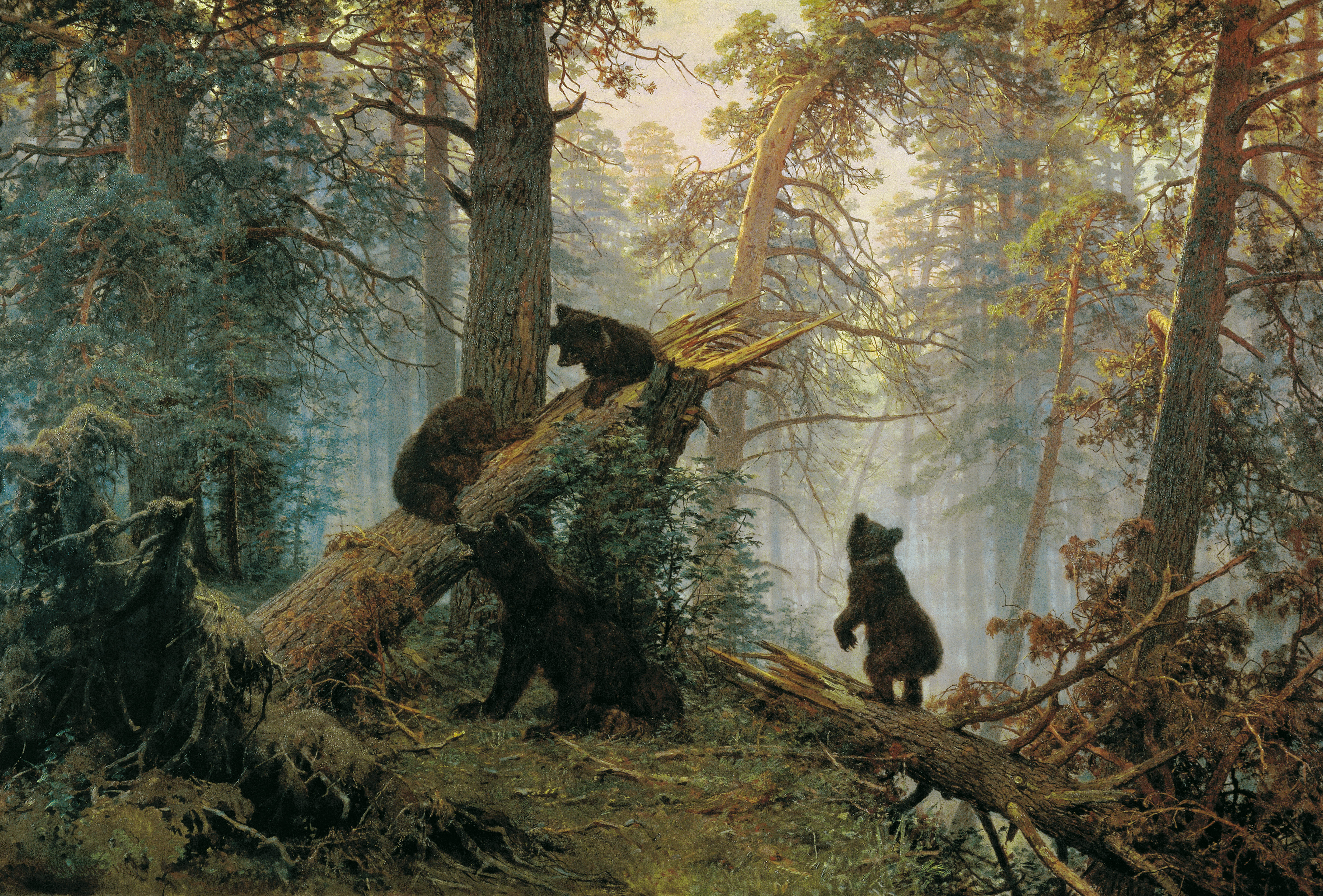
Savitski pintó el paisaje de Shishkin con osos en su obra Mañana en un bosque de pinos (1886).
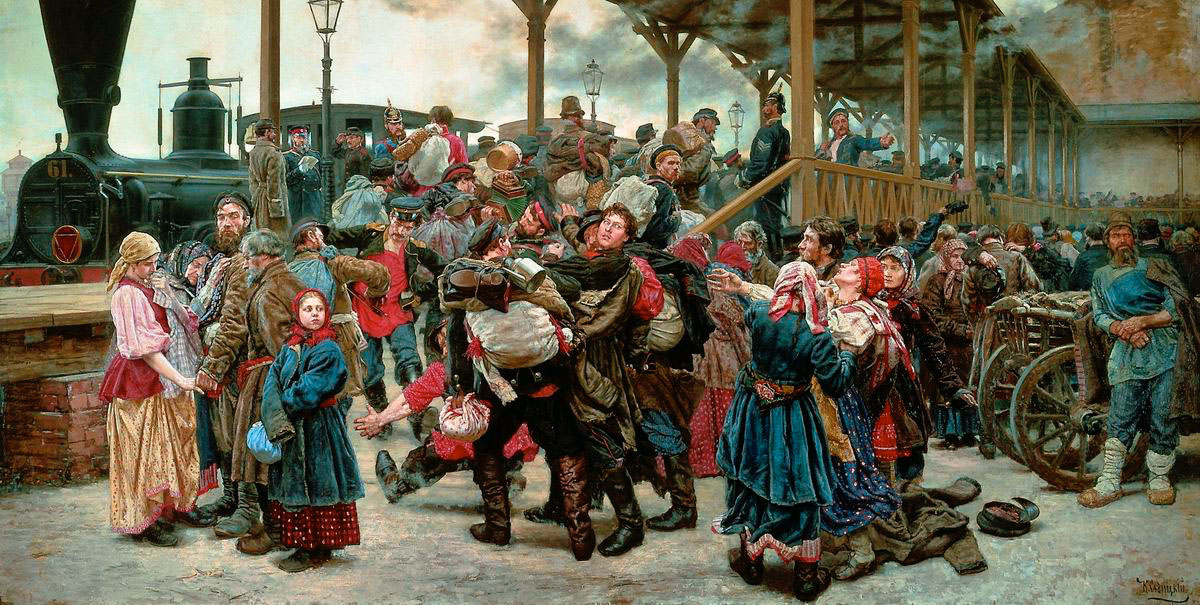
A la Guerra (1888).

- Datos: Q958052
- Multimedia: Konstantin Savitsky / Q958052